# Колумбія (гори)
Гори Колумбія (англ. Columbia Mountains) — гірський масив у північній частині Північноамериканських Кордильєр в Кордильєрах, на території Канади та Сполучених Штатів Америки.

## Географія
Гори розташовані у південно-східній частині провінції Британська Колумбія в Канаді (75 % території гір); на північному сході штату Вашингтон (17 %), півночі штату Айдахо (5 %) та на північному заході штату Монтана (3 %) у США. Належать до складу гірської системи Північноамериканських Кордильєр. Складені переважно докембрійскими масивно-кристалічними породами. Глибоко розчленовані, головним чином поздовжними долинами річок; багато загатних озер.
Гори складаються з чотирьох основних хребтів: Монаші, Селкірк, Перселл та Карибу, і простяглися з півночі на південь на 741 км і з заходу на схід — на 493 км. Крім того, до гір Карибу іноді включаються нижні ділянки на захід від основних хребтів (з півночі на південь): нагір'я Квеснел, Шусвап та Оканаган. Площа гір становить 135 952 км². Десятки вершин піднімаються на висоту понад 3000 м. Максимальна висота 3519 м — гора Сер-Сандфорд.
Гори лежать в інтервалі між 48° та 54° північної широти між плато Фрейзер на північному заході і Каскадними горами на південному заході (далі за ними, на заході лежить Береговий хребет) та Канадськими скелястими горами на північному та центральному сході і Скелястими горами США на південному сході.
У горах Селкірк знаходиться національний парк Гора Ревельсток, у горах Селкірк та Перселл — національний парк Глейшер, у горах Карибу — провінційні парки Баврон-Лейк, Карибу та велика частина провінційного парку Велс-Грей.

## Найвищі піки
Найвищі вершини у складі гір Колумбія:
| № за/п | Вершина    | Висота, м | Висота, м | Гори (хребет) | Примітки                            |
| № за/п | Вершина    | абсолютна | відносна  | Гори (хребет) | Примітки                            |
| ------ | ---------- | --------- | --------- | ------------- | ----------------------------------- |
| 1      | Сандфорд   | 3519      | 2703      | Селкірк       | Найвища у горах Селкірк та Колумбія |
| 2      | Лор'є      | 3516      | 2728      | Карибу        | Найвища у горах Карибу              |
| 3      | Фарнем     | 3493      | 2113      | Перселл       | Найвища у хребті Перселл            |
| 4      | Джамбо     | 3437      | 808       | Перселл       |                                     |
| 5      | Шпиль      | 3412      | 1299      | Перселл       |                                     |
| 6      | Карнак     | 3411      | 111       | Перселл       |                                     |
| 7      | Дельфіна   | 3406      | 526       | Перселл       |                                     |
| 8      | Джон Еббот | 3398      | 598       | Карибу        |                                     |
| 9      | Гаммонд    | 3387      | 247       | Перселл       |                                     |
| 10     | Доусон     | 3377      | 2045      | Селкірк       |                                     |
| 11     | Пік Ейбрав | 3362      | 911       | Перселл       |                                     |
| 12     | Монаші     | 3274      | 2404      | Монаші        | Найвища у хребті Монаші             |
| 13     | Данн-Пік   | 2636      | 1531      | Шусвап        | Найвища у нагір'ї Шусвап            |
| 14     | Біґ-Вайт   | 2315      | 1110      | Оканаган      | Найвища у нагір'ї Оканаган          |

## Галерея
|  |  |  |  |  |